# 1972 en mathématiques
| Années des mathématiques : 1969 - 1970 - 1971 - 1972 - 1973 - 1974 - 1975    |
| Décennies des mathématiques : 1940 - 1950 - 1960 - 1970 - 1980 - 1990 - 2000 |

Cet article présente les faits marquants de l'année 1972 en mathématiques.

## Naissances
- 28 avril : Igor Rodnianski, physicien mathématique et mathématicien russo-américain.
- 28 juin : Ngô Bảo Châu, mathématicien vietnamien naturalisé français, médaille Fields en 2010.
- 24 juillet : Trachette Jackson, mathématicienne américaine.
- 26 août : Takurō Mochizuki, mathématicien japonais.
- 1er novembre : Dmitry Dolgopyat, mathématicien russe.
- 7 novembre : Franck Barthe, mathématicien français.

- Fabrice Bellard, mathématicien et informaticien français.
- Lewis Bowen, mathématicien américain.
- Cathy O'Neil, mathématicienne américaine.
- Xiaonan Ma, mathématicien chinois.
- Michael Ruzhansky, mathématicien russe.

## Décès

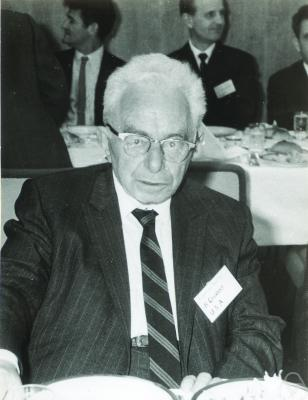
Richard Courant

- 27 janvier : Richard Courant (né en 1888), mathématicien germano-américain.
- 25 février : Hugo Steinhaus (né en 1887), mathématicien polonais.
- 12 mars : Louis Mordell (né en 1888), mathématicien américano-britannique.
- 17 mars : György Hajós (né en 1912), mathématicien hongrois.
- 19 mars : Henri Villat (né en 1879), mathématicien français.
- 4 mai : André Martineau (né en 1930), mathématicien français.
- 6 juin : Abraham Adrian Albert (né en 1905), mathématicien américain.
- 16 juillet : Robert Deltheil (né en 1890), mathématicien français.
- 20 août : Carol Karp (née en 1926, mathématicienne américaine.
- 27 septembre : Shiyali Ramamrita Ranganathan (né en 1892), mathématicien et bibliothécaire indien.
- 5 octobre : Solomon Lefschetz (né en 1884), mathématicien américain.
- 19 octobre : Marie-Louise Dubreil-Jacotin (née en 1905), mathématicienne française.
- 1er novembre : Robert MacArthur (né en 1930), mathématicien et écologiste américain.

- Jean-Baptiste Gorren (né en 1891), mathématicien et philosophe marxiste belge.